# Trattato di Parigi (1355)
Il trattato di Parigi del 5 gennaio 1355 mise fine ai conflitti fra il conte di Savoia, Amedeo VI ed il re di Francia Giovanni il Buono insieme al figlio Carlo, duca di Normandia e Delfino di Francia. Fu preceduto da accordi fra le parti, per tramite di rappresentanti plenipotenziari, l'11 ottobre 1354 a La Bâtie-Divisin, nel Delfinato, e il 20 novembre 1354.

## Origine dei conflitti
Nel 1349 Filippo VI acquistò il Delfinato da Umberto II de la Tour-du-Pin, Delfino del Viennois, rimasto senza quattrini e senza eredi. Il conte Amedeo VI di Savoia, che vantava diritti sulle terre del vicino che erano state da sempre oggetto di contese fra i Signori del Viennois ed i Savoia, attaccò nel 1353 la zona di Gex e sconfisse il Delfino di Vienne a Bâtie des Abrets nel 1354.
Il re di Francia, all'inizio della guerra dei cento anni, preferì venire a patti con i Savoia, per occuparsi della minaccia inglese.

## Le clausole del trattato
Il conte di Savoia ottenne le signorie del Faucigny, appartenenti ai Faucigny, già vassalli dei conti di Ginevra poi dei Delfini del Viennois dal XIII secolo, con il Beaufortain (territorio appartenuto ai Faucigny dal XIII secolo), il che consentiva ai Savoia di collegare la loro contea al Chiablese; la zona di Valbonne, con la signoria di Montluel, il castello di Miribel, Bourg-Saint-Christophe, Pérouges e Saint-Maurice-de-Gourdans; le signorie di Varey e Saint-Maurice en Bugey; le signorie di Santonay dans la Bresse e quella di d'Anton nel Delfinato la baronia della regione di Gex. Rinunciò poi alle pretese sulle enclave del nord di Vienne, nel Delfinato, ed accettò di modificare i suoi confini sulle Prealpi della Chartreuse  e fissò definitivamente al Rodano ed alla Guiers i confini fra Delfinato e Contea di Savoia.

## Conseguenze
A seguito del trattato Amedeo VI sposò Bona di Borbone, 
 divenendo così cognato del Delfino Carlo, che aveva sposato una sorella di Bona. La Savoia divenne quindi alleata del re di Francia contro gli inglesi, che combatté nelle Fiandre.